# TVNorge
TVNorge, originariamente abbreviato in TVN, e ora in N nel logo, è un canale televisivo norvegese.